# Gare de Shim-Mikawashima
La gare de Shim-Mikawashima (新三河島駅, Shin-Mikawashima-eki) est une gare ferroviaire de la ligne principale Keisei. Elle est située dans l'arrondissement d'Arakawa, à Tokyo au Japon. 
Elle est exploitée par la compagnie Keisei.

## Situation ferroviaire
La gare de Shim-Mikawashima est située au point kilométrique (PK) 3,4 de la ligne principale Keisei.

## Historique
La gare a été inaugurée le 19 décembre 1931.

## Service des voyageurs

### Accueil
La gare est située sous les voies qui sont surélevées. Elle est ouverte tous les jours. 

### Desserte
- Ligne principale Keisei :
  - voie 1 : direction Keisei Ueno
  - voie 2 : direction Keisei Takasago, Keisei Funabashi, Keisei Chiba et aéroport de Narita